# 钱南扬
钱南扬（1899年—1987年），名绍箕，字南扬，以字行，男，浙江平湖人，中国戏曲史家，曾任南京大学教授、中国民俗学会顾问。